# Anastázie Černohorská
Anastázie Petrovićová-Njegošová (23. prosince 1868, Cetinje – 25. listopadu 1935, Cap d'Antibes) byla rozená černohorská princezna, třetí potomek černohorského knížete a později krále Nikoly I. a jeho ženy, kněžny a královny Mileny.
Patřila k dynastii Petrovićů-Njegošů a byla členkou černohorské královské rodiny. Po svatbě s vévodou Jiřím z Leuchtenbergu se stala leuchtenberskou vévodkyní a ruskou kněžnou a po druhé svatbě s velkoknížetem Nikolajem Nikolajevičem také ruskou velkokněžnou a zároveň členkou dynastie Romanovců.

## Život

### Dětství a vzdělání

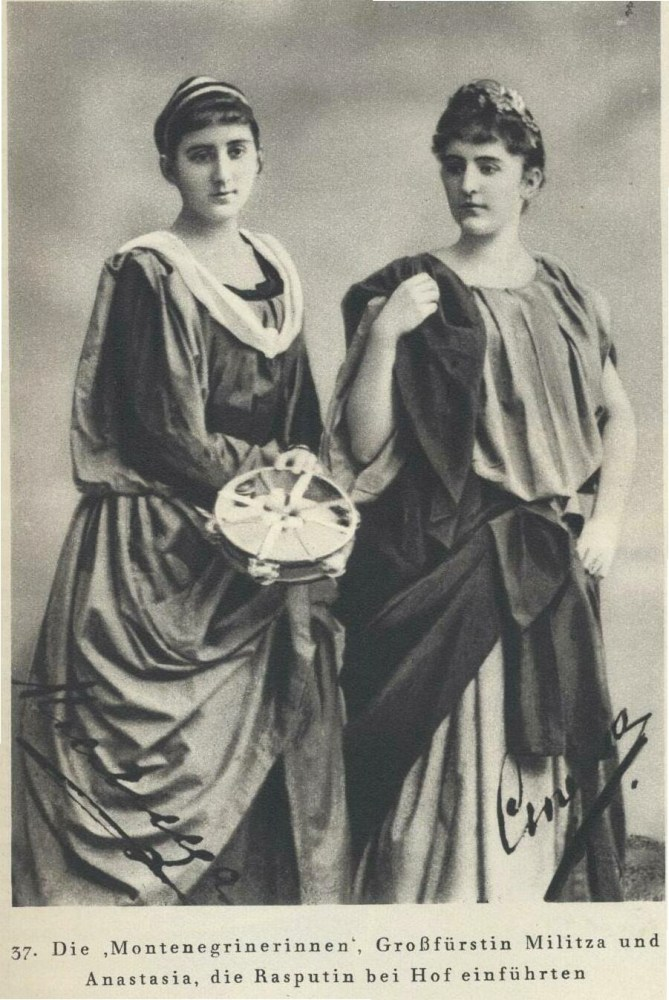
Černohorské princezny Milica a Anastázie v roce 1900

Princezna Anastázie se narodila 23. prosince 1868 v královském paláci v Cetinje. Její rodné jméno bylo Stáňa, během studií v Carském Rusku byla ale přejmenována na Anastázii. Jejím původním jménem ji oslovovali blízcí přátelé a rodina.
Zprvu byla Anastázie vzdělávána doma, ale později, stejně jako její sestry Milica, Elena a Marica, tak i ona byla poslána na studia do Smolného institutu pro urozené dívky v Petrohradu. Zde ji také postihla první velká rodinná tragédie – smrt sestry Maricy v roce 1885.

### První manželství
Anastáziin otec Nikola I. se později rozhodl, že v rámci diplomatického postavení Černé Hory zůstanou Anastázie s Milicou v Rusku. Obě sestry se po vystudování staly ve společnosti velmi oblíbené a do Anastázii si nakonec 16. dubna 1889 v Carském paláci v Petěrgofu vzal za ženu Jiří Maxmilianovič, 6. vévody z Leuchtenbergu a Eichstadtu, kníže Romanovský. Car Alexandr III. odkázal Anastázii nejen cenný majetek, ale také velké věno a na přání carevny Marie Fjodorovny také menší zimní rezidenci u Černého moře. Pár měl dvě děti:
- Sergej Georgijevič, 8. vévoda z Leuchtenbergu a Eichstadtu (4. července 1890 – 7. ledna 1974 (svobodný, bezdětný)

- Elena Georgijevna, vévodkyně Leuchtenberská (3. ledna 1892 – 6. února 1971) ⚭ 1917 hrabě Štěpán Tyszkiewicz

Při pobytu v jejich zimním sídle byla Anastázie s Jiřím roku 1905 svědky vzpoury na křižníku Potěmkin a proto se na jaře rozhodli pro brzký návrat do Petěrgofu, kde zůstali přes celé ve své rezidenci Villa Sergievskaia Datcha.
Anastáziino první manželství nebylo vůbec šťastné – Jiří Maxmilianovič, sedmatřicetiletý vdovec, měl z předchozího manželství s vévodkyní Terezou Petrovnou Oldenburskou již jednoho syna, Alexandra Georgijeviče, 7. vévodu z Leuchtenbergu a Eustadtu. A během sňatku s Anastázií pravidelně navštěvoval svou mladou francouzskou milenku, což před svou manželkou nijak netajil. Když byl také na dovolené ve francouzském městě Biarritz, prohlásil ke své zlosti rozhořčený car Alexandr III., že si kníže Jiří tedy šel vykoupat své špinavé tělo ve vlnách oceánu! Hanba!. Celé manželství bylo popisováno jako "strhující a bouřlivé". Anastázie byla svým manželem urážena, rozzuřována a zesměšňována již od prvního dne jejich manželství. Nakonec se jí (je nutno podotknout velmi zklamané) podařilo dosáhnout 15. listopadu 1906 rozvodu. Jiří byl sice pohledný, ale také velmi hloupý a nezpůsobný. Anastázie po rozvodu psala dopis domů své matce Mileně, v němž se omlouvala, ale uvedla, že již nemohla za manžela mít člověka tak "nesnesitelně hloupé povahy". Rozvod zasáhl především Anastáziiného syna Sergeje.

### Druhé manželství
Po rozvodu našla Anastázie velkou oporu ve svém švagrovi, velkoknížeti Nikolaji Nikolajevičovi, kterého si také 29. dubna 1907 v Jaltě na Krymu ve věku 39 let vzala. Z tohoto skutku měli radost nejen Anastáziini rodiče v Černé Hoře, ale také především Marie Fjodorovna, carevna-vdova. Manželé si byli velice oddáni, přesto však nezplodili žádné děti. Oba byli hluboce věřící ortodoxní křesťané a zajímali se o mystiku.
Oba její manželé byli vnuky ruského cara Mikuláše I.

## Politická aktivita
Anastázie se, na rozdíl od své sestry Milicy, dosti angažovala v politických záležitostech Ruského impéria. Měla velký vliv na svého manžela (tuto vlastnost zdědila po matce). Jejich manželství velice změnilo povahu původně dosti popudlivého velkoknížete, který se stal víc rozvážným a dokonce jedním z předních carových rádců. Obě sestry měly velmi blízko k carské rodině, především k carevně Alexandře Fjodorovně.
Anastázie se společně s Milicou seznámily s Grigorijem Rasputinem, obávaným ruským mystikem. Rasputin nadchl obě sestry coby kněz a léčitel. Avšak později přestaly sestry jeho kacířským řečem a výhrůžkám věřit, už se jim ale nepodařilo odtrhnout Rasputina od carské rodiny.

## Revoluce

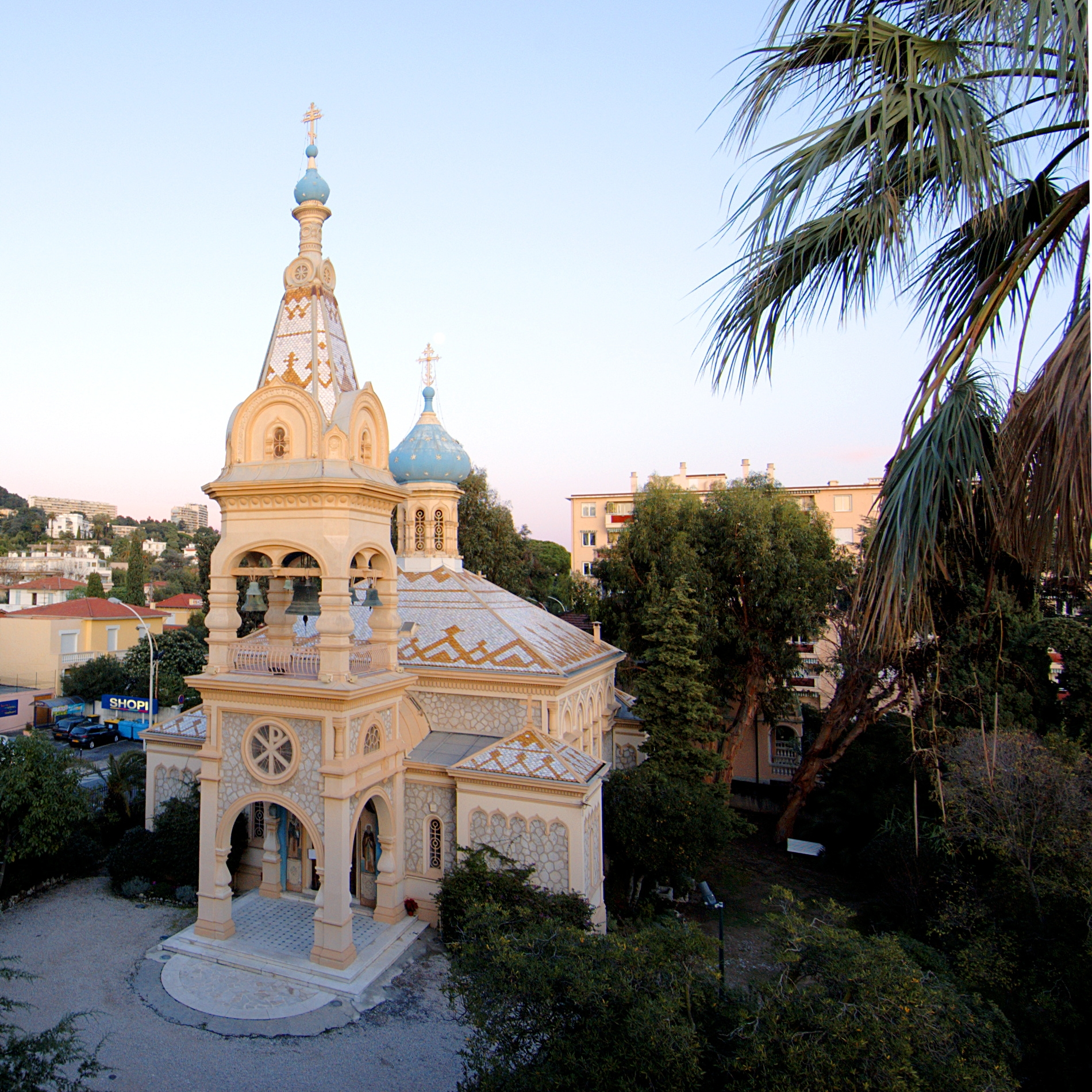
Chrám archanděla Michaela v Cannes

V březnu 1917 byl car svržen a v červenci 1918 bolševiky zavražděn i s manželkou a dětmi. Dynastie Romanovců tak ztratila ruský trůn. Anastázii se s manželem a některými dalšími členy carské rodiny podařilo uprchnout nejprve na Kavkaz, později do Jalty na Krymu, odkud v roce 1919 na palubě britské lodi HMS Marlborough odpluli do exilu nejprve do Itálie na dvůr Anastáziiny sestry Eleny, která zde byla co by manželka Viktora Emanuela III. královnou. Později odešli do Francie, kde Anastázie 25. listopadu 1935, 6 let po Nikolajovi, zemřela.
Je pochována po boku svého druhého manžela v hrobce pravoslavného chrámu archanděla Michaela ve francouzském městě Cannes.